# Tanjungrasa (Patokbeusi)
Tanjungrasa is een bestuurslaag in het regentschap Subang van de provincie West-Java, Indonesië. Tanjungrasa telt 8111 inwoners (volkstelling 2010).